# Havraní čtvrť
Havraní čtvrť (švédsky Kvarteret Korpen, anglicky Raven's End) je švédské filmové drama z roku 1963 (scénář a režie Bo Widerberg), o ctižádostivém dělnickém spisovateli z Malmö. Příběh nese některé podobnosti s Widerbergovým vlastním životem, ačkoli ten prohlašoval, že děj filmu je úplně smyšlený. Film získal filmovou cenu Zlatohlávek a další ocenění a nominace.

## Děj
V polovině 30. let 20. století Anders sní o tom, že se stane spisovatelem. Jeho přítel Sixten zase sní o tom, že se stane fotbalistou. Andersovy ambice podporuje jeho přítelkyně Elsie a jeho rodiče. Jeho matka živí rodinu tím, že pracuje v prádelně, zatímco jeho otec je nezaměstnaný a má problémy s alkoholem a hazardními hrami.
Anders posílá rukopis knihy, kterou napsal o čtvrti, ve které žijí, vydavateli ve Stockholmu. Je vyzván, aby přijel do Stockholmu probrat podrobnosti o knize, což zaujme i jeho otce. Ale Anders zjistí, že vydavatel nechce jeho knihu publikovat a když se vrátí domů, všichni jsou velmi zklamáni. Elsie otěhotní, Anders hledá radu u svého otce, ale ten je opilý a jejich rozhovor skončí rvačkou. Otec obviňuje svou ženu za všechna trápení, jimiž trpí a cítí se ponížen aférou, kterou kdysi měla. Matka naopak viní otce, že to bylo právě jeho násilné chování, které kdysi způsobilo její nevěru. Anders se rozhodne opustit svou rodinu, svou těhotnou přítelkyni a veškerou bídu. Připojí se k svému příteli Sixtenovi a oba spolu cestují do Stockholmu.

## Obsazení
| Thommy Berggren         | Anders                 |
| Keve Hjelm              | jeho otec              |
| Emy Stormová            | jeho matka             |
| Ingvar Hirdwall         | Sixten, přítel Anderse |
| Christina Frambäcková   | Elsie                  |
| Agneta Prytzová         | sousedka               |
| Fritiof Nilsson Piraten | hraje sám sebe         |
| Nina Widerberg          | Nina                   |

## Natáčení a lokace
Film byl natáčen především ve čtvrti starých domů v Malmö, který byly brzy po natáčení zbourány. Bo Wideberger využil pro natáčení také hodně místních obyvatel, aby tak posílil autenticitu snímku.

## Ocenění a nominace
Za roli otce získal Keve Hjelm v roce 1964 filmovou cenu Zlatohlávek jako nejlepší herec v hlavní roli (šlo o vůbec první ročník této filmové ceny a vyhlašovaní cen se konalo 25. září 1964 v Grand Hôtel Royal ve Stockholmu). Kromě toho byl film v roce 1964 nominován na hlavní cenu (Velkou cenu, později Zlatá palma) na Filmovém festivalu v Cannes a v roce 1965 byl nominován na Oscara v kategorii Nejlepší zahraniční film. Bo Widerberg za film získal Chaplin Magazine Award a v roce 1964 film získal The Swedish Film Institute's Quality Grant. V divácké anketě si Švédové tento film zvolili jako nejlepší domácí film.